# أيتن جوكتشر
أيتن جوكتشر (بالتركية: Ayten Gökçer)‏ (1940 - 14 مايو 2024)، هي مُمثلة سينمائية ومسرحية تركية، لقبت بعميدة المسرح التركي.
التحقت أيتن جوكتشر في عام 1953 بقسم الباليه في المعهد الموسيقي للدولة بأنقرة. وفي عام 1958 دخلت هيئة فناني مسارح الدولة. بدأت مسيرتها السينمائية بفيلم يٌدعى «الملك الغير المتوج». ولكنها فيما بعد اهتمت بالمسرح أكثر من السينما. مثلت جوكتشر دور البطولة بشخصية «هوروز» في المسرحية الموسيقية «هرمز وأزواجها السبعة». وفي عام 1999 بدأت التمثيل في المسلسلات التلفزيونية بمسلسل يٌدعى «قصة الأفعى». تزوجت أيتن جوكتشر بالفنان جُنيد جوكتشر.
توفيت في 14 مايو 2024، بمدينة إسطنبول عن عمر ناهز الرابعة والثمانين.

## وصلات خارجية
- أيتن جوكتشر على موقع IMDb (الإنجليزية)
- أيتن جوكتشر على موقع قاعدة بيانات الفيلم (الإنجليزية)